# 保護者 (称号)
保護者（英語: protector）とは、主にヨーロッパの君主や役職者が用いた称号。保護関係にある国家の保護権を持つ者を示すためなどに用いられる。庇護者、擁護者とも訳される。

## 君主の称号
ナポレオン・ボナパルトはライン同盟の保護者（ドイツ語: Protektor des Rheinbundes）を名乗っている。

## 役職としての保護者
ペルーにおいては最高指導者の称号としてしばしば設置されている。ペルー独立の父ホセ・デ・サン＝マルティンはペルーの保護者（スペイン語: Protector del Perú）を名乗って統治に当たった。ペルー・ボリビア連合を成立させたアンドレス・デ・サンタ・クルスは「連合の最高保護者」スペイン語: Supremo Protector de la Confederaciónの称号を名乗っている。ナチス・ドイツ占領期のチェコ（ベーメン・メーレン保護領）には護民官（ドイツ語: Reichsprotektor）が設置されている。総督と訳される事例も多い。